# Dondukowskaja

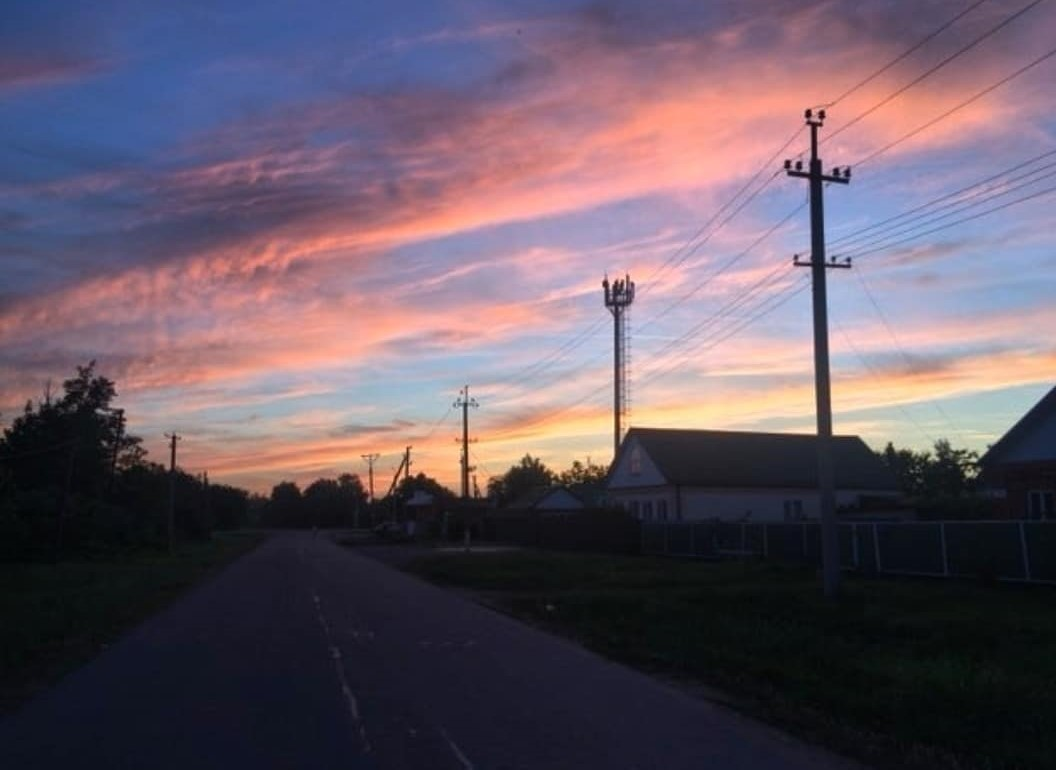
Dondukovskaya

Dondukowskaja (russisch Дондуковская; adygeisch Хьаджэмыкъохьабл) ist eine Staniza in der Republik Adygeja (Russland) mit 6603 Einwohnern (Stand 14. Oktober 2010).

## Geographie
Der Ort liegt etwa 35 km Luftlinie nordöstlich der Republikhauptstadt Maikop am Fars, einem linken Nebenfluss der Laba.
Dondukowskaja gehört zum Rajon Giaginski und befindet sich knapp 25 km östlich von dessen Verwaltungssitz, der Staniza Giaginskaja. Es ist Sitz der Landgemeinde Dondukowskje selskoje posselenije, zu der außer der Staniza noch die drei Weiler (chutor) Wolno-Wessjoly, Netschajewski und Smoltschew-Malinowski gehören.

## Geschichte
Der Ort wurde 1889 gegründet. Von 1924 bis 1928 war er Zentrum eines nach ihm benannten Rajons.

### Bevölkerungsentwicklung
| Jahr | Einwohner |
| ---- | --------- |
| 1939 | 7486      |
| 1959 | 8280      |
| 1979 | 6815      |
| 2002 | 6605      |
| 2010 | 6603      |

Anmerkung: Volkszählungsdaten

## Verkehr
Dondukowskaja liegt an der eingleisigen, auf diesem Abschnitt 1910 eröffneten und 1962 elektrifizierten Eisenbahnstrecke Armawir – Tuapse der Nordkaukasischen Eisenbahn (Streckenkilometer 1711 ab Moskau; km 59 ab Armawir). Einige Kilometer nördlich des Ortes führt die Regionalstraße R256, die von Maikop ausgehend zunächst den Zentralteil der Republik links der Laba erschließt und dann vorbei an der Stadt Labinsk durch die benachbarte Region Krasnodar in die Republik Karatschai-Tscherkessien führt, wo sie südlich von Ust-Dscheguta an der Fernstraße A155 endet.

## Persönlichkeiten
- Nikita Kokarew (* 2003), Fußballspieler